# Sali Abubakr Tarek
Sali Abubakr Tarek es una deportista egipcia que compitió en taekwondo. Ganó una medalla de oro en el Campeonato Africano de Taekwondo de 2003, en la categoría de –59 kg.

## Palmarés internacional
| Campeonato Africano | Campeonato Africano | Campeonato Africano | Campeonato Africano |
| Año                 | Lugar               | Medalla             | Categoría           |
| ------------------- | ------------------- | ------------------- | ------------------- |
| 2003                | Abuya (Nigeria)     | Medalla de oro      | –59 kg              |